# Coquimbo (kommun)
Coquimbo är en kommun i Chile.   Den ligger i provinsen Provincia de Elqui och regionen Región de Coquimbo, i den centrala delen av landet, 400 km norr om huvudstaden Santiago de Chile.
Omgivningarna runt Coquimbo är i huvudsak ett öppet busklandskap. Runt Coquimbo är det ganska tätbefolkat, med 83 invånare per kvadratkilometer.